# Wasim Akram
Wasim Akram (Urdu وسیم اکرم; * 3. Juni 1966 in Lahore, Punjab, Pakistan) ist ein ehemaliger pakistanischer Cricketspieler. Er gilt als der beste pakistanische Fast-Bowler in der Geschichte des Cricket. 1993 wurde er zu einem der fünf Wisden Cricketer of the Year gewählt.

## Leben
Wasim Akram nahm während seiner Karriere für Pakistan an 104 Testmatches teil, bei denen er insgesamt 414 Wickets erzielte. Nur wenige andere Spieler haben bisher mehr Testwickets erzielt. Seinen ersten Test absolvierte er im Januar 1985 gegen Neuseeland in Auckland. Seinen letzten Einsatz bei einem Test hatte er im Januar 2002 in Dhaka gegen Bangladesch. Akram war nicht nur ein herausragender Bowler, sondern auch außerdem ein brauchbarer Batsman. Bei einem Test gegen Simbabwe erzielte er 257 Runs 'not out'. Akram ist erst der achte Spieler in der Geschichte des Cricket, der mehr als 2000 Runs und 200 Wickets bei Begegnungen im Testcricket erzielte. Wasim Akram absolvierte außerdem 356 One-Day International Cricket Matches (ODIs) für Pakistan, bei denen er insgesamt 502 Wickets erzielte. Nur Muttiah Muralitharan hat mehr Wickts bei ODIs erzielt. Akram nahm während seiner Laufbahn mit Pakistan an fünf Cricket World Cups teil (1987, 1992, 1996, 1999 und 2003). 1992 konnte er mit seinem Team das Turnier gewinnen. Im Finale wurde er zum Man of the Match gewählt. Bei Cricketweltmeisterschaften hat bisher nur Glenn McGrath insgesamt mehr Wickets erzielt. Wasim Akram wurde 2009 in die ICC Cricket Hall of Fame aufgenommen.